# Shaiva Siddhanta
Shaiva Siddhanta é a mais antiga, vigorosa e mais praticada escola do xivaísmo hindu ativa hoje em dia, encampando milhões de devotos, milhares de tempos e dúzias de tradições monásticas/ascéticas. A despeito da sua popularidade, o passado da Siddhanta, como todo o folclore da Índia, é relativamente desconhecido e ela é primordialmente identificada com o  Sul da  Índia, o povo tâmil. O termo Shaiva Siddhanta significa “o final ou as conclusões do xivaísmo.” Ela é formalmente a teologia das revelações divinas contidas nos vinte e oito Ágamas xaivas.

## Gurus
Os mais conhecidos guru de Suddha, ou “puro,” da tradição Shaiva Siddhanta foi Maharishi Nandinatha de Kashimira (250 aC), registrado no livro de gramática de Panini como o professor de Patanjali, Vyaghrapada e Vasishtha. O único sobrevivente dos trabalhos de Maharishi Nandinatha são vinte e seis versos versos Sânscritos, chamado  Nandikesvara Kasika, no qual ele apresenta seus antigos ensinamentos. De fato por sua tendência monística, Nandinatha é freqüentemente referido pelos expoentes das diversas escolas Advaita. 
O próximo proeminente guru nos registros é o Rishi Tirumular, um Siddha da linha Nandinatha que veio do vale da Kashimira para o sul da Índia para divulgar os ensinamentos sagrados contidos nos vinte e oito Shaiva Ágamas. No seu trabalho Tirumantiram, "Sagrado Encantamento," Tirumular colocou o vastos escritos dos Ágamas e a filosofia Suddha Siddhanta à língua tâmil pela primeira vez.
O Tirumular do Suddha Shaiva Siddhanta compartilha as raízes comuns com  Siddha Siddhanta de Mahasiddhayogi Gorakshanatha ambos são da linhagem Natha. A linhagem do Tirumular é conhecida como Nandinatha Sampradaya, enquanto o trabalho de Gorakshanatha é chamado de Ádinatha Sampradaya.
No Brasil os trabalhos conduzidos pela Ordem Filosófica Mundial Vidya Yoga e pela Congregação Templo Vidya Natha foram orientados por Sri Swami Vyaghrananda Bhagwan, discípulo direto de Shri Munirishi Saddhu. O Raja Vidya Yoga, está diretamente relacionado com o Hinduísmo xaiva.

## Santos e Ascetas
Shaiva Siddhanta floresceu no Sul da Índia com a força do movimento bhakti infundindo visões sobre o siddha yoga. Durante o sétimo século até o nono século, os santos Sambandar, Apar e Sundarar peregrinaram de templo em tempo, cantando graças a grandeza de Shiva. Eles foram o instrumento do sucesso xivaíta contra as ameaças do Budismo e Jainismo. 